# Mirror Moves
Mirror Moves è il quarto album del gruppo musicale britannico The Psychedelic Furs, pubblicato il 21 agosto 1984.

## Descrizione
L'album, pubblicato dall'etichetta discografica Columbia/CBS su LP, musicassetta e CD, è stato prodotto da Keith Forsey. Gli arrangiamenti sono stati curati dai membri del gruppo, ovvero i fratelli Richard e Tim Butler e John Ashton, che hanno firmato insieme il brano Alice's House, mentre altri quattro sono opera dei soli Butler ed altrettanti sono stati composti da Richard e John.
Il disco è stato anticipato dal singolo Heaven, cui hanno fatto seguito The Ghost in You, Here Come Cowboys e Heartbeat.

## Tracce
Lato A
1. The Ghost in You – 4:17
2. Here Come Cowboys – 3:55
3. Heaven – 3:27
4. Heartbeat – 5:17

Lato B
1. My Time – 4:27
2. Like a Stranger – 4:00
3. Alice's House – 3:53
4. Only a Game – 4:13
5. Highwire Days – 3:58

## Formazione
- Richard Butler – voce
- John Ashton – chitarra
- Tim Butler – basso
- Tommy Price – batteria
- Mars Williams - sassofono
- Keith Forsey - drum machine
- Ed Buller - tastiere (non accreditato)